# NGC 1576
NGC 1576 est une galaxie lenticulaire située dans la constellation de l'Éridan. NGC 1576 a été découverte par l'astronome germano-britannique William Herschel en 1786.

## Caractéristiques
Sa vitesse par rapport au fond diffus cosmologique est de 4 792 ± 31 km/s, ce qui correspond à une distance de Hubble de 70,7 ± 5,0 Mpc (∼231 millions d'al).
À ce jour, une mesure non basée sur le décalage vers le rouge (redshift) donne une distance d'environ 77,200 Mpc (∼252 millions d'al). Cette valeur est tout juste à l'extérieur des valeurs de la distance de Hubble. Notons cependant que c'est avec la valeur moyenne des mesures indépendantes, lorsqu'elles existent, que la base de données NASA/IPAC calcule le diamètre d'une galaxie et qu'en conséquence le diamètre de NGC 1576 pourrait être d'environ 22,5 kpc (∼73 400 al) si on utilisait la distance de Hubble pour le calculer.